# San Esteban de Nogales
San Esteban de Nogales és un municipi de la província de Lleó a la comunitat autònoma de Castella i Lleó. Forma part de la comarca de Tierra de la Bañeza.

## Demografia
| 1991 |  | 1996 |  | 2001 |  | 2004 |
| ---- |  | ---- |  | ---- |  | ---- |
| 553  |  | 390  |  | 335  |  | 350  |